# Georges de Brémond d'Ars
Pour les articles homonymes, voir Brémond et Ars.
Pour les autres membres de la famille, voir Famille de Brémond d'Ars.
Georges de Bremond d'Ars (20 avril 1944 à Saintes - 3 avril 2012 à Paris 15e) est un homme politique français.

## Biographie
Après avoir suivi ses études à l'école La Rochefoucauld et au lycée Montaigne, il sort diplômé des Facultés de droit, de sciences économiques et des lettres de Paris, puis de l'Institut de droit européen et de l'Institut français de presse.
Il intègre en 1971 la banque Worms et devient membre de différents cabinets ministériels en 1973 et 1981. Il est également exploitant agricole et forestier.
Il devient membre du conseil national de l'Union pour la démocratie française en 1978.
Il est successivement membre du comité directeur en 1973, secrétaire général adjoint de 1974 à 1977, secrétaire général de 1977 à 1984 et membre du directoire de la Fédération nationale des Clubs Perspectives et Réalités en 1989.
Membre du Conseil économique et social de 1979 à 1984, il est Délégué général de fédération professionnelle de 1986 à 1988.
En 1989, il est élu député au Parlement européen, et y siège jusqu'en 1999. Il devient président-délégué de la délégation française du groupe PPE au Parlement européen en 1994.
Il est un temps membre de l'Union pour un mouvement populaire.

## Publications
- Des choix pour demain (1977)